# Torpedinidae
Torpedinidae è una famiglia di torpedini.

## Generi
- Hypnos[1]
- Torpedo

## Specie
- Hypnos monopterygium
- † Torpedo acarinata
- Torpedo adenensis
- Torpedo alexandrinsis
- Torpedo andersoni
- Torpedo bauchotae
- Torpedo californica
- Torpedo fairchildi
- Torpedo fuscomaculata
- Torpedo mackayana
- Torpedo macneilli
- Torpedo marmorata
- Torpedo microdiscus
- Torpedo nobiliana
- Torpedo panthera
- Torpedo peruana
- † Torpedo pessanti
- Torpedo semipelagica
- Torpedo sinuspersici
- Torpedo suessii
- Torpedo tokionis
- Torpedo torpedo
- Torpedo tremens